# Derrynaflankalken
Derrynaflankalken er en kalk fra det 8. eller 9. århundrede, der blev fundet som del af Derrynaflandepotfundet med fem liturgiske beholdere. Fundet blev foretaget den 17. februar 1980 nær Killenaule, South Tipperary i Irland. Ifølge kunsthistorikkeren Michael Ryan "repræsenterer [depotfundet] det mest komplekse og prægtige udtryk inden for kirkelig kunst fra det tidligmiddelalderlige Irland som vi kender det i dets ottende og niende århundredes modenhed." Området kendt som Derrynaflan er en ø af overdrev omgivet af mose, som var sted for et tidligt irsk kloster. Kalken blev fundet med en patene af kompositsølv, et fadebånd der kan have været til at stille patenen på, en liturgisk si og et bronzefad, der var vendt på hovedet oven på de andre artefakter. Samlingen er blandt de vigtigste bevarede eksemplarer på insulær metalarbejde. Den blev doneret til den irske stat og tingene er nu til udstilling på National Museum of Ireland.
Depotfundet blev formentligt skjult under de turbulente 10. til 12. århundreder, da vikingetogter og dynastisk turmult skabte mange lejligheder til at gemme værdigenstande. Det tidlige og sene 10. århundrede markerer sig ved at have en særlig høj koncentration af depotfund i Irland.

## Yderligere læsning
- Byrne, Francis J., Irish Kings and High-Kings. Four Courts Press. 2nd edition, 2001.
- Duffy, Seán (ed.), Medieval Ireland: An Encyclopedia. Routledge. 2005.